# Победа (Григориопольский район)
Побе́да — село в Григориопольском районе непризнанной Приднестровской Молдавской Республики. Вместе с посёлком Колосово и селом Красная Бессарабия входит в состав Колосовского сельсовета.

## География
Село расположено на расстоянии 39 км от города Григориополь и 76 км от г. Кишинёв.

## Население
По данным 2024 года, в селе Победа проживает 3 человека.

## История
В советский период здесь была организована бригада в составе колхоза «Колосово» с правлением в селе Колосово. В селе Победа открылись клуб с киноустановкой, медицинский пункт, магазин.